# 荻世いをら
荻世 いをら（おぎよ いをら、1983年4月13日- ）は、日本の小説家。男性。京都府長岡京市出身、日本大学三島高等学校、早稲田大学第二文学部表現・芸術系専修卒業。

## 経歴
大学在学中の2006年、「公園」で第43回文藝賞を受賞し小説家デビュー。同年、自身が監督・脚本を務めた映画作品もぴあフィルムフェスティバルに入選している。早稲田大学校友会稲魂賞受賞。

## 作品リスト

### 単行本
- 『公園』（2006年、河出書房新社)
  - 初出:『文藝』2006年冬号
- 『東京借景』（2009年、河出書房新社)
  - 東京借景（初出:『文藝』2008年秋号）
  - さようなら風景よ、サヨナラ（初出:『文藝』2007年冬号）
- 『ピン・ザ・キャットの優美な叛乱』（2013年、河出書房新社)
  - 永遠の子ども（初出:『文藝』2011年秋号）(『文学2012』日本文藝家協会編 所収　講談社）
  - 猫の女の子（初出:『群像』2011年5月）
  - おでかけの感じ（初出:『文藝』2013年春号）

### アンソロジー収録
- 半分透明のきみ（『村上春樹への12のオマージュ いまのあなたへ』2014年5月、NHK出版）

### 単行本未収録作品
- 不時着（『群像』2008年4月号）
- 逆光（『群像』2009年12月号）
- 彼女のカロート（『すばる』2010年7月号）
- 筋肉のほとりで（『すばる』2010年12月号）
- 頭痛のしおり（『文學界』2011年5月号）
- 粉（『すばる』2011年5月号）
- 裏地を盗まれて（『文學界』2011年12月号）
- 東武東上線のポルトガル風スープ（『文學界』2012年5月号）
- 宦官への授業（『文學界』2013年12月号）
- 私のような軀（『すばる』2016年3月号）
- In My Room（『群像』2016年8月号[4]）